# اندینگ (میسیسیپی)
اندینگ (به انگلیسی: Anding) یک منطقهٔ مسکونی در ایالات متحده آمریکا است که در شهرستان یازو، میسیسیپی واقع شده است. اندینگ ۸۵٫۹۵ متر بالاتر از سطح دریا قرار دارد.